# Piduguralla
Piduguralla es una ciudad y  nagar Panchayat situada en el distrito de Guntur en el estado de Andhra Pradesh (India). Su población es de 63103 habitantes (2011). Se encuentra a 69 km de Guntur y a 88 km de Vijayawada. 

## Demografía
Según el censo de 2011 la población de Piduguralla era de 63103 habitantes, de los cuales 31512 eran hombres y 31591 eran mujeres. Piduguralla tiene una tasa media de alfabetización del 70,17%, superior a la media estatal del 67,02%: la alfabetización masculina es del 78,73%, y la alfabetización femenina del 61,71%.